# Långtjärnen (Kila socken, Värmland)
Långtjärnen är en sjö i Säffle kommun i Värmland och ingår i Göta älvs huvudavrinningsområde.